# Relaciones China-Perú
Las relaciones entre China y el Perú (en chino: 中秘关系) se refieren a las relaciones entre la República Popular China y la República del Perú. En el ámbito político y económico, ambos países son miembros activos del Foro de Cooperación Económica Asia-Pacífico (APEC).

## Historia
Según Fernando de Trazegnies Granda en su libro “En el País de las Colinas de Arena” existía un consulado peruano en Macao portugués desde los primeros años de la década de los años cincuenta del siglo XIX, que atendía certificaciones relacionadas con las tramitaciones para contratar a trabajadores chinos con escasa cualificación, denominados Culíes.  
El 26 de junio de 1874, se firmó en Tianjin, el Tratado de Amistad, Comercio y Navegación entre Perú y el Imperio Chino, que entró en vigencia a partir de marzo de 1876, luego de las ratificaciones en ambos países. Dicho tratado fue suscrito por Aurelio García y García.   
Durante los años sesenta, hubo cónsules honorarios peruanos en Hong Kong británico hasta que en los setenta se establece el consulado de carrera, al cual posteriormente se le añade la jurisdicción de Macao.     

### Establecimiento de relaciones diplomáticas con República Popular China
La República Popular China y la República del Perú establecieron relaciones diplomáticas mediante el comunicado conjunto del 2 de noviembre de 1971 en Ottawa, Canadá. Con este hecho la República Popular China hizo su ingreso a las Naciones Unidas, siendo el voto peruano decisivo para que China sume mayoría. Dicho documento estableció el común respeto a la soberanía de cada estado, la convivencia pacífica, la no intervención en asuntos internos y el reconocimiento del Perú hacia el Gobierno de la República Popular China como único representante legal del pueblo chino. El comunicado fue ratificado por pronunciamientos presidenciales en 1994 y 1999. 
Las relaciones diplomáticas de la República Popular China con Perú se iniciaron como resultado de la convergencia de diversos factores económicos y políticos. Entre los primeros, el auge exportador del Perú ocurrido a fines de la década de los sesenta que determinó la búsqueda de nuevos mercados -sobre todo en el caso de China- para la colocación de harina de pescado. Estas operaciones comerciales antecedieron a las relaciones diplomáticas y motivaron el envío de diversas misiones a China. 
La República Popular China estableció su Embajada en el Perú en febrero de 1972, mientras que Perú hizo lo propio en marzo del mismo año. Abriéndose un Consulado del Perú en Shanghái, en mayo del 2002.
El 25 de abril de 2019, Perú se suscribió a la Iniciativa de la Franja y la Ruta impulsada por China.
En noviembre de 2024, el líder chino, Xi Jingping llegó al Perú para participar en la reunión del APEC y realizar una visita de Estado al Perú.

## Relaciones económicas
En materia económica, China y Perú tienen un tratado de libre comercio suscrito el 28 de noviembre de 2009; y entró en vigencia el 1 de marzo de 2010.
Hoy en día, los montos de inversión directa provenientes de China y Japón constituyen los mayores aportes al Perú provenientes de Asia.
Desde el 2014, China se convirtió en el principal socio comercial del Perú. En el año 2023, China fue el principal socio comercial de las exportaciones peruanas representado 23 mil 155 millones de dólares, cerca del 35 % del monto total.

## Migración
La relaciones se remontan al año 1849, cuando ocurre la primera inmigración china al Perú, la cual constituye el primer flujo de migrantes de China hacia Latinoamérica, constituyéndose en la actualidad como la colonia china más grande de América Latina.
Los chinos representan la novena comunidad extrajera con 0,7% (9 mil 41) de los residentes extranjeros en el Perú.
En la actualidad, en la costa norte y selva peruana, así como en Lima, se pueden contar más de 1 millón 300 mil chinos o descendientes de chinos cantoneses, principalmente dedicados al comercio y a la conducción de restaurantes de comida chifa que es parte importante e integrante de la gastronomía peruana.

## Visitas de alto nivel
Visitas de alto nivel de China al Perú
- Presidente Xi Jinping (2016 y 2024)[10]

Visitas de alto nivel del Perú a China
- Presidente Pedro Pablo Kuczynski (2016)[11]
- Presidenta Dina Boluarte (2024)[12]

## Embajadores de la República Popular China en el Perú
- 2011- : Huang Minghui
- 2010-2011: Zhao Wuyi.
- 2007-2009: Gao Zhengyue.
- Liang Yu[13]
- Song Yang

## Embajadores del Perú en la República Popular China
- 2011-   : Gonzalo Alfonso Gutiérrez Reinel.
- 2009-2011: Harold Winston Forsyth Mejía.
- 2007-2009: Jesús Jay Wu Luy.
- 2002-2006: Luis Vicente Chang Reyes.
- Luis Felipe Quesada Inchaústegui
- 15 de marzo de 2023 - actualidad: Marco Vinicio Balarezo Lizarzaburu.

## Misiones diplomáticas

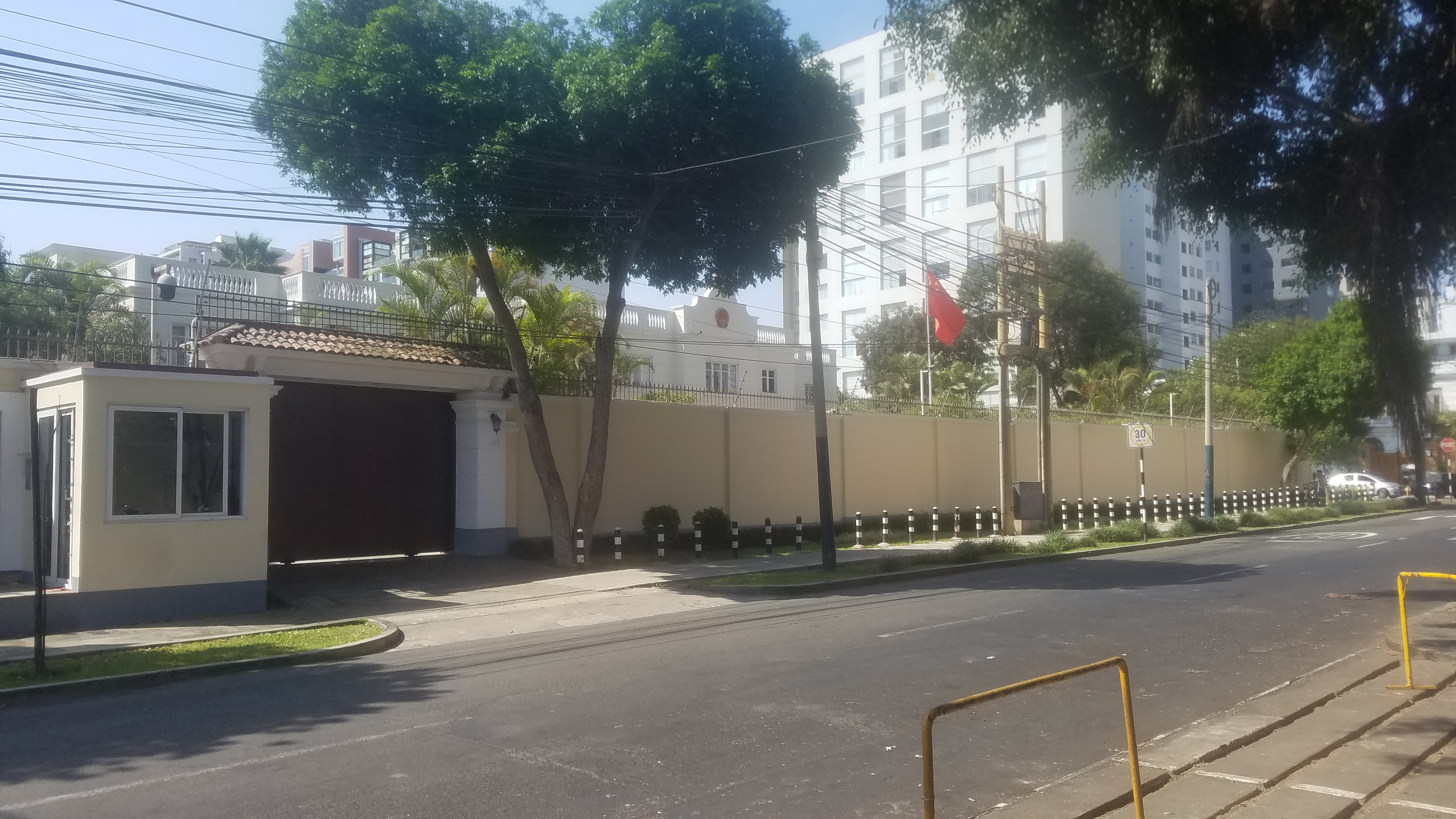
Embajada de China en Lima

- China tiene una embajada en Lima.
- Perú tiene una embajada en Pekín y consulados generales en Cantón, Hong Kong y Shanghái.